# Phạm Nam Tào
Phạm Nam Tào là một Trung tướng Công an nhân dân Việt Nam. Ông sinh tại Xã Tịnh Minh, huyện Sơn Tịnh, Quảng Ngãi. Ông nguyên là Phó Tổng cục trưởng Tổng cục Cảnh sát, Bộ Công an Việt Nam.
Năm 2007, ông được thăng quân hàm từ Thiếu tướng lên Trung tướng Công an nhân dân Việt Nam cùng 11 người khác là Trần Đại Quang, Trương Hòa Bình, Đặng Văn Hiếu, Trịnh Lương Hy, Hoàng Đức Chính, Sơn Cang, Lê Văn Thành, Phạm Văn Đức, Nguyễn Xuân Xinh, Vũ Hải Triều, Nguyễn Văn Thắng.